# Romanche grison
Le romanche grison (en romanche : rumantsch grischun) est une langue-toit de Suisse. C'est une forme artificielle, créée en 1982, qui sert de standard pour le romanche.
Le romanche se compose de cinq dialectes régionaux. Inventé par le linguiste Heinrich Schmid et introduit par la Ligue romanche (Lia rumantscha) en 1982 pour donner au romanche une forme écrite commune, le romanche grison est fondé principalement sur trois dialectes : le sursilvan, le vallader et le surmiran (rm).
Le romanche grison est utilisé par le gouvernement suisse pour s'adresser aux locuteurs romanches. C'est la forme écrite de la langue romanche utilisée dans tous les documents officiels du canton des Grisons depuis 2001. Les médias l'utilisent également. C'est aussi la forme de la langue enseignée et promue dans presque toutes les écoles primaires des Grisons depuis 2010.
Remarque : le Dicziunari Rumantsch Grischun, rédigé en 1904, n'est pas le dictionnaire de la langue définie ci-dessus, mais du romanche de l’ensemble des Grisons.

## Controverse
L'introduction de cette nouveauté suscite des débats qui expriment des avis partagés. Pour les uns le romanche grison assure la pérennité de la langue, selon d'autres il la condamne. L'innovation est bien accueillie par les gouvernements fédéraux et cantonaux, car elle permet des économies. Par contre les populations des régions qui ont gardé un idiome local résistent. Par exemple l'Uniun dals Grischs en Haute-Engadine tient au puter, l'une des cinq formes historiques du romanche, et dénonce l'artificialité.

### Évaluation
Sur mandat de l'Office fédéral de la culture, le Centre pour la démocratie d’Aarau questionne l'application des mesures de préservation du romanche et de l'italien dans les Grisons. Le rapport note une réticence du canton des Grisons et craint que la langue disparaisse.